# Lisszaboni megállapodás
A lisszaboni megállapodás a földrajzi árujelzők közül az eredetmegjelölések nemzetközi oltalmára létrehozott oltalmi rendszer. A Szellemi Tulajdon Világszervezete (WIPO) működteti. Magyarországon az 1982. évi 1. törvényerejű rendelet hirdette ki. A lisszaboni megállapodás 2015-ben elfogadott genfi szövege lehetővé teszi majd, hogy eredetmegjelöléseken túl földrajzi jelzések is oltalom alá kerülhessenek. A lisszaboni megállapodásnak jelenleg 28 tagállama van.
Az eljárás lényege, hogy a származási ország hatóságai kezdeményezhetik egy megjelölés eredetmegjelölésként való nemzetközi lajstromozását a WIPO genfi Nemzetközi Irodájánál, ha az adott származási országban  a megjelölés oltalom alatt áll.
A rendszert érinti az, hogy az  Európai Unióban az élelmiszerek és a mezőgazdasági termékek,  valamint a szőlészeti és borászati termékek földrajzi árujelzői tekintetében kizárólagos az oltalmi rendszer.  Az EU tagállamai (így Magyarország) tehát ezen termékek oltalmára nem vehetik igénybe a lisszaboni rendszert.
A  lisszaboni rendszerben a fel nem sorolt termékek, főleg iparcikkek tekintetében is lehet oltalmat szerezni.
A nemzetközi oltalom nem feltételez jóváhagyott termékleírást és csak a származási országban fennálló oltalom alapján lajstromozható illetve tartható fenn.

## Fogalommeghatározások
A megállapodás értelmében az eredetmegjelölés(angolul appellation of origin) : valamely ország, táj vagy helység földrajzi neve, ha azt olyan ottani származású termék megjelölésére használják, amelynek minőségét vagy jellegét – kizárólag vagy lényegében – a földrajzi környezet határozza meg, a természeti és emberi tényezőket is beleértve.
Ezáltal az  eredetmegjelölés fogalmát a lisszaboni megállapodás szigorúbbra szabta, mint a TRIPS-egyezmény meghatározása.
Származási országnak azt az országot kell tekinteni, amelynek neve a terméket hírnevessé tette, vagy ahol az eredetmegjelölés hírnevét adó vidék vagy helység fekszik.

## Oltalom a visszaélésekkel szemben
Az aláíró országok kötelezik magukat arra is, hogy oltalmat biztosítanak bármely visszaéléssel vagy utánzással szemben még akkor is, ha a termék valóságos eredetét is feltüntetik, vagy ha a megjelölést fordításban vagy „fajta”, „típusú”, „-szerű”, „utánzat”, illetve hasonló kifejezéssel együtt alkalmazzák.

## Illeszkedési szabályok Magyarországon
Bár Magyarország a lisszaboni megállapodás tagja, a védjegyek és földrajzi árujelzők oltalmáról szóló  1997. évi XI. törvény hatályba lépése előtt 26 olyan magyarországi származású eredetmegjelölés volt, amelyet a WIPO Nemzetközi Irodája  a lisszaboni megállapodás keretében lajstromozott. Mivel azonban a magyar jogban nem addig volt speciális jogintézményi szabályozás az eredetmegjelölésekről, az 1997. évi XI. törvény teremtette meg először a földrajzi árujelzők hazai lajstromát és elrendelte – többek között – ezeknek a magyar vonatkozású nemzetközi eredetmegjelöléseknek a magyarországi lajstromozását.
A lisszaboni rendszerrel való illeszkedési szabályokat az 1997. évi XI. törvény XVII/B. Fejezete tartalmazza, amelynek címe: Az eredetmegjelölések nemzetközi lajstromozására vonatkozó szabályok. Ide tartoznak:
- az általános szabályok[7]
- A Szellemi Tulajdon Nemzeti Hivatala útján benyújtott nemzetközi bejelentések[8]
- A Nemzetközi Iroda által lajstromozott nemzetközi eredetmegjelölések[9]
- A nemzetközi lajstromozás magyarországi hatálya[10]

## A 2015. évi genfi felülvizsgálat
„2015. május 21-én sikerrel zárult az eredetmegjelölések oltalma és nemzetközi lajstromozásáról szóló Lisszaboni Megállapodás felülvizsgálatára összehívott diplomáciai értekezlet Genfben.
A hat éven át tartó előkészítés során a munkacsoport kettős célkitűzést követett, az új tagok belépését ösztönző modernizálás mellett olyan tervezetet kellett kidolgozni, ami megőrzi az eredeti megállapodás alapvető értékeit is. A diplomáciai értekezlet elé terjesztett javaslat az eredetmegjelölések mellett a földrajzi árujelzők nemzetközi oltalmát is lehetővé tette, megnyitotta a rendszert a kormányközi szervezetek, mint például az EU, csatlakozása előtt, továbbá olyan új rugalmas megoldásokat tartalmaz, mint például a határon átnyúló területek földrajzi árujelzőinek kettő vagy több állam közös bejelentése alapján történő oltalmazását.
A diplomáciai értekezlet a fenti kihívásokra pozitív választ adva fogadta el a Lisszaboni Megállapodás Genfi Szövegét. Az értekezletet komoly érdeklődés követte, 114 ország és kormányközi szervezet delegációinak részvételével zajlott.
Magyar szakmadiplomáciai siker, hogy a Main Committee I. elnökének Dr. Ficsor Mihályt, az SZTNH jogi elnökhelyettesét választották, akinek irányításával a bizottság intenzív és hosszas tárgyalások eredményeképpen sikerrel tudott megoldást találni a még nyitott, de egyben legérzékenyebb szakmai kérdésekre. A Drafting Committee elnökhelyettesének dr. Gonda Imre főosztályvezető-helyettest választották.
Kiemelésre érdemes, hogy a záró nyilatkozataikban a jelenlegi rendszerben nem tag Oroszország, Kína, Svájc és számos fejlődő állam, továbbá az Európai Unió pozitív üzeneteket fogalmaztak meg, felvetve az új megállapodáshoz történő csatlakozás lehetőségét.
A diplomáciai értekezlet záró okmányát ünnepélyes keretek között ötvennégy delegáció írta alá, amelyek közül tizenegy – köztük Magyarország – a Lisszaboni Megállapodás 2015. május 21-én Genfben felülvizsgált szövegét is aláírta.”